# خواجه‌اکبر علیجانوف
خواجه‌اکبر علیجانوف (انگلیسی: Khojiakbar Alijonov؛ زادهٔ ۱۹ آوریل ۱۹۹۷) بازیکن فوتبال اهل ازبکستان است.
از باشگاه‌هایی که در آن بازی کرده‌است می‌توان به باشگاه فوتبال پخته‌کار تاشکند اشاره کرد.
وی همچنین در تیم‌های ملی فوتبال زیر ۱۹ سال، زیر ۲۳ سال و بزرگسالان ازبکستان بازی کرده‌است.